# Пердидо Бич (Алабама)
Пердидо Бич (енгл. Perdido Beach) град је у америчкој савезној држави Алабама. По попису становништва из 2010. у њему је живело 581 становника. Пердидо Бич је добио статус града 2009. након што је већина становника на референдуму подржала предлог да подручје добије статус града.

## Демографија
Према попису становништва из 2010. у граду је живело 581 становника.
| Група             | 2000.  | 2010.       |
| Белци             | . (.%) | 549 (94,5%) |
| Афроамериканци    | . (.%) | 1 (0,2%)    |
| Азијати           | . (.%) | 1 (0,2%)    |
| Хиспаноамериканци | . (.%) | 12 (2,1%)   |
| Укупно            | .      | 581         |